# Юкавский, Герман Валерьевич
Ге́рман Вале́рьевич Юка́вский (род. 2 марта 1970) — российский актёр, оперный певец (бас), заслуженный артист Российской Федерации (2008), солист Московского государственного академического Камерного музыкального театра имени Б. А. Покровского (Камерная сцена имени Бориса Покровского в составе Большого театра).

## Биография
Родился 2 марта 1970 года в Москве, в семье служащих.
С 1985 по 1988 г.г. — учился в московском Медицинском училище № 19 (специальность — фельдшер скорой помощи).
В 1991 году окончил Государственное музыкальное училище имени Гнесиных (отделение музыкальной комедии). Педагоги: Г. С. Федорова (вокал), М. А. Ошеровский, Г. Н. Грачева (мастерство актёра), В. Н. Меньковская (сценическая речь), М.Суворова (танец), И. Н. Сапожникова, Б. М. Шляхтер (вокальный ансамбль).
Дипломные спектакли: «Русский секрет» (роль Скомороха) и «Скрипач на крыше» (роли Федор Галаган и Фрума Сара).
С 1990 по 1991 г.г. — работал в хоре Государственного Академического Большого театра России. Участие в спектаклях: «Млада» (Н. А. Римский-Корсаков), «Евгений Онегин», «Иоланта» (П. И. Чайковский), «Князь Игорь» (А. П. Бородин).
В августе 1991 года принимал активное участие в культурной программе Первого Конгресса Соотечественников в Москве. На концертах исполнял для эмигрантов «первой волны» городские романсы и белогвардейские песни.
В 1996 году окончил Российскую Академию Театрального Искусства (ГИТИС), факультет «Актер музыкального театра», мастерская Народного артиста России и Украины, профессора М. А. Ошеровского), вокальный класс Народного артиста России, солиста ГАБТ, профессора В. А. Маторина.
За время учёбы спел и сыграл множество ролей в студенческих постановках, среди которых: Мефистофель («Фауст» Ш. Гуно), Стародум («Кофейная кантата» И. С. Бах), Король Рене («Иоланта» П. И. Чайковский) и мн.др. Дипломные спектакли: «Порги и Бесс» Дж. Гершвин (роль Порги), «Целуй меня, Кэт!» К. Портер (роли Фреда Грэххема и Петруччио).
С 1994 года — работает в Московском Государственном Академическом Камерном музыкальном театре под руководством Б. А. Покровского.
Гастролировал с театром по странам Европы, Южной Америки, Азии, в том числе выступал в театре «Колон» (Буэнос-Айрес), в театрах Рио-де-Жанейро, Сантьяго (1996), в «Одзи-холл» (Токио, 1997), на фестивале «Миланское лето» (Castello sforchesco, 1998), в театрах Парижа, Мадрида, Тель-Авива, Сеула, Амстердама, Рима, Бордо, Барселоны.
С 2018 года — солист Камерной сцены имени Бориса Покровского Большого театра России (Камерный музыкальный театр имени Бориса Покровского) Архивная копия от 17 апреля 2021 на Wayback Machine в составе Большого театра.
С 2018 года — работает преподавателем Сценической подготовки в Музыкальном училище имени Гнесиных, за время работы поставил со студентами более десятка спектаклей, среди которых: «Русалка» А. С. Даргомыжского, «Виндзорские проказницы» О. Николаи, «Прекрасная Галатея» Франца фон Зуппе, «Портрет Манон» Жюля Массне, «Секрет Сюзанны» Эрмано Вольфа-Феррари, «Грустный Понедельник» Дж. Гершвина, «Le Astuzie Femminili» Доменико Чимароза, «Il filosofo di campagna» Бальдассаре Галуппи, «Летят Журавли» Аркадия Нестерова — по пьесе «Вечно живые» Виктора Розова.
С 2024 года — режиссёр Камерной сцены имени Бориса Покровского Большого театра России
В 1999 г. — Лауреат Первой премии международного конкурса исполнителей русского романса «Романсиада».
С 2002 по 2014 г. — Сотрудничал с камерным симфоническим оркестром «Кремлин» под руководством М. Рахлевского.
С 2008 по 2011 г. — приглашённый солист театра «Русская опера».
В 2008 году присвоено почётное звание «Заслуженный артист Российской Федерации».
В 2010 году номинирован на премию «Золотая маска» за лучшую мужскую роль в спектакле камерного музыкального театра «Бег» (роль — Хлудов).
Ведет активную сольную концертную деятельность в России и за рубежом (Германия, Франция, Испания, Норвегия, Украина, Белоруссия), участник престижных международных музыкальных фестивалей, постоянный участник фестивалей русского романса в Курске, Казани, Санкт-Петербурге, Москве. В его репертуаре свыше 500 русских романсов и песен.

## Театральные работы

### Камерная сцена имени Б. А. Покровского Большого театра России
- 2024 — «Питер Пэн» Андрей Рубцов Режиссёр: Нина Чусова — Капитан Крюк
- 2023 — «Сын мандарина» Цезарь Кюи Режиссёр: Алексей Франдетти — Мандарин
- 2023 — «Аскольдова могила» Алексей Верстовский Режиссёр: Мария Фомичева — Алексей
- 2022 — «Ариадна на Наксосе» Рихард Штраус Режиссёр: Ханс-Йоахим Фрай — Гофмейстер
- 2021 — «Перикола» Жак Оффенбах. Режиссёр: Филипп Григорьян — Дон Андре
- 2021 — «Москва. Черёмушки» Дмитрий Шостакович. Режиссёр: Иван Поповский — Барабашкин
- 2020 — «Богема» Джакомо Пуччини. Режиссёр: Жан-Роман Весперини — Альциндор
- 2018 — «Один день Ивана Денисовича» Александр Чайковский. Режиссёр: Георгий Исаакян — Цезарь Маркович, Комполка

### Московский государственный академический Камерный музыкальный театр имени Б. А. Покровского
- 2017 — «Турок в Италии» Дж. Россини. Режиссёр: Ольга Иванова — Селим
- 2015 — «Сервилия» Николай Римский-Корсаков. Режиссёр: Ольга Иванова — Старик
- 2013 — «Лунный мир» Йозеф Гайдн. Режиссёр: Ольга Иванова — Буонафеде
- 2013 — «Три Пинто» Карл Мария фон Вебер-Густав Малер. Режиссёр: Михаил Кисляров — Пантолеоне
- 2012 — «Альтист Данилов» А.Чайковский. Режиссёр: Михаил Кисляров — Кармадон
- 2012 — «Холстомер» В.Кобекин. Режиссёр: Михаил Кисляров — Генерал
- 2011 — «Царь и плотник» А. Лорцинг. Режиссёр: Ханс-Иохим Фрай (Германия) — Ван Бетт
- 2010 — «Похождения повесы» И. Стравинский. Режиссёр: Борис Покровский — Трулав
- 2010 — «Бег» Н.Сидельников. Режиссёр: Ольга Иванова — Роман Хлудов[4]
- 2009 — «Медведь» С.Кортеса. Режиссёр: Игорь Меркулов — Смирнов
- 2009 — «Дворянской гнездо» В. Ребиков. Режиссёр: Борис Покровский — Лаврецкий
- 2008 — «Черевички» П. Чайковский. Режиссёр: Ольга Иванова — Бес из пекла
- 2008 — «Приключения Чиполлино» Т. Камышева. Режиссёр: Игорь Меркулов — Синьор Помидор
- 2007 — «Тайный брак» Д. Чимароза. Режиссёр: Борис Покровский — Джеронимо
- 2007 — «Ревизор» В. Дашкевич. Режиссёр: Ольга Иванова — Городничий[5]
- 2009 — «Кровавая Свадьба» Ш. Чалаев. Режиссёр: Ольга Иванова — Отец невесты
- 2006 — «Век DSCH» Д. Шостакович. Режиссёр: Михаил Кисляров — Поэт[6]
- 2005 — «Виндзорские проказницы» О. Николаи. Режиссёры: Борис Покровский, Игорь Меркулов, Валерий Федоренко — Фальстаф[7]
- 2004 — «Укрощение строптивой» В. Шебалин. Режиссёр: Борис Покровский — Петруччио
- 2003 — «Волшебная флейта» В. А. Моцарт. Режиссёр: Борис Покровскийй — Зарастро
- 2004 — «Юлий Цезарь и Клеопатра» Ф. Г. Гендель. Режиссёр: Борис Покровский — Птоломей
- 2003 — «Четыре самодура» Э. Вольфа-Феррари. Режиссёр: Михаил Кисляров — Лунардо
- 2001 — «Джанни Скикки» Дж. Пуччини. Режиссёр: Борис Покровский —  Симоне
- 2000 — «Свадьба Фигаро» В. А. Моцарт. Режиссёры: Борис Покровский, Игорь Меркулов, Валерий Федоренко — Фигаро
- 1999 — «Сорочинская ярмарка» М.Мусоргский. Режиссёр: Борис Покровский — Черевик
- 1999 — «Шелковая лестница» Дж. Россини. Режиссёр: Михаил Кисляров — Бланзак
- 1999 — «Приключения Игната, бравого солдата» Б. Кравченко. Режиссёр: Игорь Меркулов — Игнат
- 1998 — «Коронация Поппеи» К.Монтеверди. Режиссёр: Борис Покровский — Сенека
- 1998 — «Дон Жуан» В. А. Моцарт. Режиссёр: Борис Покровский — Лепорелло
- 1998 — «Сказка о Попе и его работнике Балде» Б. Кравченко. Режиссёр: Игорь Меркулов — Балда
- 1998 — «Сначала музыка, потом слово» А. Сальери. Режиссёр: Борис Покровский — Композитор
- 1998 — «Так поступают все женщины» В. А. Моцарт. Режиссёр: Михаил Кисляров — Гульельмо
- 1997 — «Сын Мандарина» Ц.Кюи. Режиссёр: Михаил Кисляров — Трактирщик
- 1997 — «Дон Жуан» В. А. Моцарт. Режиссёр: Борис Покровский — Командор
- 1996 — «Дон Жуан» В. А. Моцарт. Режиссёр: Борис Покровский — Мазетто
- 1996 — «Севильский цирюльник» Д.Паизиелло — Нотариус, Звельятто
- 1996 — «Порги и Бесс» Дж. Гершвин. Режиссёры: Михаил Панджавидзе, Михаил Кисляров — Порги
- 1996 — «Жизнь с идиотом» А. Шнитке. Режиссёр: Борис Покровский — Сторож
- 1996 — «Весёлая вдова» Ф. Легар. Режиссёр: Борис Покровский — Никош, Данила
- 1995 — «Нос» Д.Шостакович. Режиссёр: Борис Покровский — Доктор, Хозрев Мирза, Иван Яковлевич
- 1995 — «Целуй меня, Кэт!» К. Портер. Режиссёр: Матвей Ошеровский — Фред Грэхэм
- 1995 — «Плоды просвещения» А. Холминов. Режиссёр: Борис Покровский — Звездинцев
- 1994 — «Ростовское действо» Д. Ростовский. Режиссёр: Борис Покровский — Борис

### Участие в других проектах
- В. А. Моцарт. «Свадьба Фигаро», спектакль театра «Русская опера» (2008 год)[8].
- В. А. Моцарт. «MOZARTime или Фантазии Дон Жуана» (Международный музыкальный фестиваль «Кремль музыкальный» п/р Н.Петрова, Оружейная палата Московского Кремля, 2005 год). Гастроли с этим спектаклем (Кострома, города Сибири, Эстония).
- Проект «Открытая Сцена». Й. Гайдн «Семь последних слов спасителя на кресте». Сценическая версия оратории для солистов, хора и оркестра. Дирижёр М. Рахлевский. Постановка И. Поповски. (Концертный зал Российской Академии Музыки им. Гнесиных, 2004 год).
- А.Сальери «Сначала музыка, потом слово…» Одноактные комические оперы. Дирижёр М. Рахлевский. (Московский международный Дом музыки, 2002 год).
- Митчелл Ли «Человек из Ламанчи» русская версия мюзикла, постановка А. Гончарова. (Московский академический театр им. Вл. Маяковского, 2000 год).

## Педагогическая деятельность
С 2018 года — работает преподавателем Сценической подготовки в Музыкальном училище имени Гнесиных,
за время работы поставил со студентами несколько спектаклей, среди которых:
- «Русалка» А. С. Даргомыжского, (2019 г.)
- «Виндзорские проказницы» О. Николаи, (2020 г.)
- «Прекрасная Галатея» Франца фон Зуппе, (2021 г.)
- «Портрет Манон» Жюля Массне, (2021 г.)
- «Секрет Сюзанны» Эрмано Вольфа-Феррари, (2021 г.)
- «Грустный Понедельник» Дж. Гершвина (2021 г.)
- «Фра-Дьяволо» Даниэля Обера (2022 г.)
- «Женские штучки» («Le Astuzie Femminili») Доменико Чимароза (2023 г.)
- «Деревенщина» («Il filosofo di campagna») Бальдассаре Галуппи (2024 г.)
- «Летят Журавли» (80-летию Победы посвящается) Аркадия Нестерова[2] — по пьесе «Вечно живые» Виктора Розова (2024 г.)

## Работы в кино
- 2008 — «Когда не хватает любви», Режиссёр Андрей Морозов — Орешкин
- 2006 — «Далеко от Сансет-бульвара», Режиссёр Игорь Минаев — Озвучивание
- 2003 — «Оперативный псевдоним», сериал, режиссёр Игорь Талпа — Шатохин

## CD диски
- CD Д. Шостакович. «Сказка о попе и о работнике его Балде». Сюита из оперы «Леди Макбет Мценского уезда». «Russian Philharmonic Orchestra». Thomas Sanderling. «Deutsche Grammophon», 2006 г.
- CD «Ты лучше всех». Песни и романсы о любви, 2004 г.
- CD «Звезды Романсиады». 2003—2006 г.г.
- CD «Любовь-рулетка». Офицерские песни и романсы из цикла «Слава моих орденов» , 2003 г.
- CD «Арии и сцены из опер, поставленных Б. Покровским в Московском Камерном музыкальном театре». (Монтеверди, Моцарт, Гендель, Верстовский, Пашкевич, Кюи, Стравинский, Шостакович и др.). Фирма «DML classics», 2000 г.

## Награды и премии
- 2010 — Номинант премии «Золотая маска» за лучшую мужскую роль в спектакле Камерного музыкального театра оперы им. Б. А. Покровского «Бег» (роль — Хлудов)
- 2008 — Заслуженный артист РФ
- 1999 — Лауреат Первой премии международного конкурса исполнителей русского романса «Романсиада»